# TAAG Angola Airlines
TAAG Angola Airlines is een Angolese luchtvaartmaatschappij met haar thuisbasis in Luanda. Vanuit deze thuisbasis verzorgt zij passagiers-, vracht- en chartervluchten binnen Angola en naar Afrikaanse, Europese en Latijns-Amerikaanse bestemmingen. TAAG is een acroniem voor Transportes Aéreos Angolanos. Het is tevens een van de twee Angolese luchtvaartmaatschappijen die niet voorkomt op de Europese zwarte lijst, samen met Heli Malongo Airways.

## Geschiedenis
Taag Angola Airlines is in 1938 opgericht als DTA - Divisão dos Transportes Aéreos de Angola door het Portugese bestuur. In 1940 werd daadwerkelijk begonnen met vliegen met De Havilland Dragon Rapide-vliegtuigen en in 1973 werd de naam gewijzigd in DTA - Transportes Aéreos de Angola, later algemeen bekend als Linhas Aéreas de Angola.
Na de onafhankelijkheid in 1975 werd de nieuwe naam TAAG - Linhas Aéreas de Angola (Engels: TAAG Angola Airlines) gehanteerd.

## Vloot
De vloot van TAAG Angola Airlines bestond anno 2023 uit de volgende 19 toestellen:
- 1 Airbus A330-300
- 4 Boeing 737-700
- 3 geparkeerde Boeing 777-200ER
- 3 actieve en 2 geparkeerde Boeing 777-300ER
- 5 + één geparkeerde De Havilland Canada DHC-8 Dash 8

## Logo
Het embleem van TAAG Angola Airlines is het hoofd van een Sabelantilope, een dier dat in de centrale delen van Angola leeft.